# Polgári iskolai tanárképzés Magyarországon
Az 1868. évi népoktatási törvény létrehozta a polgári iskolákat, de az itt oktató pedagógusok képzéséről nem rendelkezett. A polgári iskolai tanárképzés kezdetben tanítói szinten 1873-ban kezdődött a Gyertyánffy István vezette budai tanítóképző intézet, a Paedagogium tanfolyamán.

## 1873-1945 között
A polgári iskolai tanítónők képzését a pesti tanítónőképző intézet (a későbbi Erzsébet Nőiskola) végezte, első igazgatónője Zirzen Janka volt. A képzést 1879-től a gyakorló polgári iskola segítette. Gyertyánffy István és igazgató utódai (többek között Imre Sándor) állandó erőfeszítéseket tettek a főiskolai cím megszerzéséért, ill. azért, hogy az itt képzettek tanári besorolást kapjanak. 1918 decemberében a VKM főiskolákká szervezte át a polgári iskola tanító- és tanítónőképző intézeteket. Klebelsberg Kuno kultuszminiszter 1928-ban egyesítette a két intézetet, és Szegedre helyezte a Polgári Iskolai Tanárképző Főiskolát. Az elméleti képzés a szegedi egyetem bölcsészettudományi karával együttműködve folyt úgy, hogy a jelöltek szakcsoportjuk egyik szabadon választott tárgyát az egyetemen is hallgatták. A gyakorlati képzést gyakorló polgári iskola, az ún. Cselekvő Iskola segítette. Az állami polgári iskolai tanárképző mellett az Angolkisasszonyok szerzetesrendje által fenntartott budapesti Polgári Iskolai Tanárnőképző Intézetben is folyt pedagógusképzés (angolkisasszonyok iskolaügye).

## Tanárképzés 1945 után
A polgári iskola megszűnése, ill. az általános iskola létrehozása után (1945) a polgári iskolai tanárképző főiskola is megszűnt. Az általános iskolai tanárok képzésére 1947 októberében Szegeden és Budapesten, 1948-ban pedig Pécsett és Debrecenben - innen költözött aztán hamarosan Egerbe - pedagógiai főiskolákat létesítettek.